# Monte Pizzuto
Il Monte Pizzuto (1.288 m s.l.m.) è una montagna dei Monti Sabini nel Subappennino laziale. Si trova in Lazio nella provincia di Rieti e nel comune di Roccantica.
Assieme al vicino monte Tancia è una delle montagne più alta dei monti Sabini. Nei pressi del monte si trova la Grotta di san Michele.
Vi è definito il Sito di importanza comunitaria del Monte Tancia e Monte Pizzuto (SIC IT6020017).